# Continuons de faire l'histoire
Continuons de faire l'histoire (Espagnol : Sigamos Haciendo Historia, SHH), anciennement nommée Ensemble nous ferons l'histoire puis Ensemble nous faisons l'histoire, est la coalition politique mexicaine au pouvoir depuis les élections fédérales de 2018. Politiquement, elle se positionne du centre gauche à la gauche, et se constitue du Mouvement de régénération nationale (Morena), du Parti du travail (PT) et du Parti vert écologiste du Mexique (PVEM).

## Histoire

### Ensemble nous ferons l'histoire

Premier logo

Ensemble nous ferons l'histoire, composée initialement du Morena, du PT, ainsi que du Parti du combat social (PES) est fondée le 14 décembre 2017 en vue des Élections fédérales mexicaines de 2018. Les trois partis s'accordent à présenter des candidats communs pour 292 des 300 des sièges de circonscription de la Chambre des députés, pour les 96 sièges de circonscription du Sénat, et pour l'élection présidentielle. Le 18 février 2018, le Morena désigne à l'unanimité Andrés Manuel López Obrador (surnommé AMLO) comme son candidat à la présidence. Les deux jours suivants, les deux autres partis de la coalition suivent cette décision.
Le 1er juillet 2018, AMLO remporte l'élection présidentielle au premier tour, et la coalition remporte une majorité absolue de 308 des 500 sièges de la Chambre des députés et de 69 des 128 sièges du Sénat, permettant la formation du premier gouvernement de gauche depuis 30 ans.
Le 3 septembre, le PES, ayant failli a atteindre le seuil électoral de 3% aux scrutins fédéraux des élections législatives et sénatoriales, est dissout.
Début 2019, 9 députés du Parti de la révolution démocratique (PRD) quittent leur parti pour rejoindre la coalition au pouvoir. En 2019, le Parti vert écologiste du Mexique (PVEM), doté alors de 17 députés et 7 sénateurs se retire de la coalition Tous pour le Mexique (en) pour rejoindre Ensemble nous ferons l'histoire. Forte de ses nouveaux membres, la coalition au pouvoir dispose dès lors d'une majorité des 2/3, permettant le passage d'une réforme constitutionnelle.

### Ensemble nous faisons l'histoire

Deuxième logo

Le 23 décembre 2020, en vue des Élections législatives mexicaines de 2021, la coalition est dissoute et refondée sous le nom de Ensemble nous faisons l'histoire. Elle est alors composée du Morena, du PT et du PVEM. Le PES, refondé, se présente en effet hors de la coalition. Les partis de la coalition s'accordent à présenter des candidats communs dans 183 des circonscriptions.
Le 6 juin 2021, 278 députés d’Ensemble nous faisons l'histoire sont élus. La coalition ressort donc affaiblie de ces élections législatives, mais conserve la majorité absolue.

### Continuons de faire l'histoire
Le 19 novembre 2023, en vue des Élections fédérales mexicaines de 2024, la coalition est dissoute et refondée sous le nom de Continuons de faire l'histoire. Elle reste composée du Morena, du PT et du PVEM. Claudia Scheinbaum, maire de Mexico et membre du Morena est désignée comme candidate commune à l'élection présidentielle.
Le 2 juin 2024, Claudia Sheinbaum est largement élue présidente du Mexique. Selon les résultats préliminaires annoncés par l'Institut national électoral (INE), elle remporte 59,76 % des suffrages exprimés et plus de 35 millions de voix, faisant le meilleur score pour l’exécutif depuis 1988. Au Congrès, les élections donnent à la candidate une très large marge majorité. Sa coalition politique, Continuons de faire l'histoire, obtiendrait en effet selon les résultats préliminaires la majorité des deux tiers à la Chambre des députés, avec entre 345 et 380 des 500 sièges. Au Sénat, Morena et ses alliés obtiendraient 76 à 88 des 128 sièges de sénateurs. Au niveau territorial, enfin, Morena gouverne désormais 24 des 32 États du Mexique.

## Idéologie et politique de gouvernement

### Politique du gouvernement AMLO
La politique du gouvernement AMLO au pouvoir et de la coalition qui le soutien se centre autour de la lutte contre la pauvreté via la création de nouvelles aides sociales, notamment pour les jeunes et les personnes âgées, et l'augmentation du salaire minimum. Dans cet objectif, il ne réforme pas la fiscalité, mais cherche l'argent nécessaire dans la lutte contre la corruption et la fraude fiscale, et la mise en place de l’austérité pour les hauts fonctionnaires.
Le gouvernement cherche également l'autosuffisance politique et économique du pays. Dans ce but, elle remet en cause les accords de sécurité, de politique migratoire, énergétiques et économiques avec les Etats Unis, et lance des grands projets d'infrastructures publiques de transport et d'énergie,,,.
Le gouvernement promeut le traitement des facteurs sociaux menant à la délinquance et la criminalité, mais face à l'augmentation de la violence des cartels et du nombre d'homicides, il poursuit cependant la politique sécuritaire militariste des précédents gouvernements,.
En matière d'écologie, le gouvernement met en place un projet ambitieux de reforestation et d'agroécologie, mais failli à respecter les engagements pris en matière d'énergie renouvelable,.

### Promesses de campagne de Claudia Sheinbaum pour les élections fédérales 2024
Claudia Sheinbaum promet de poursuivre la politique économique de son prédécesseur : réduire la pauvreté et assurer l'autosuffisance économique et énergétique du pays via la construction d'un État-providence. Elle s'engage alors à l'augmentation du salaire minimum et des aides sociales, le soutien au secteur public et la poursuite des grands chantiers d'infrastructures.
Elle s'en distingue en consacrant une large part de son programme à l’écologie, la transition du mix énergétique vers les énergies renouvelables et l'électricité, le développement des transports publics, la protection et la restauration des espaces naturels, tout en promettant le maintien de la production pétrolière publique.
Elle se différencie d'AMLO également par l'importance qu'elle donne au féminisme, la lutte contre les violences faites aux femmes, la légalisation de l'avortement, et l'élargissement de la pension de retraite universelle aux femmes dés l'age de 60 ans.
Face à la violence des cartels qui accable le pays, elle promet de s'attaquer aux facteurs sociaux de la violence, la baisse des taux d'impunité, le renforcement de la coopération entre les services de police, la Garde nationale et le domaine judiciaire.

## Résultats électoraux

### Élection présidentielle
| Élection | Candidat                    | Voix       | %     | Rang | Résultat |
| -------- | --------------------------- | ---------- | ----- | ---- | -------- |
| 2018     | Andrés Manuel López Obrador | 30 113 483 | 53,19 | 1er  | Élu      |
| 2024     | Claudia Sheinbaum           | 35 923 984 | 59,76 | 1er  | Élue     |

### Élections législatives
| Année | Résultats par partis | Résultats par partis | Résultats par partis | Sièges par partis | Sièges par partis | Sièges par partis | Résultats de la coalition | Résultats de la coalition | Résultats de la coalition | Résultats de la coalition |
| Année | Parti                | Voix                 | %                    | Circonscriptions  | Liste             | Total             | Voix                      | %                         | Rang                      | Sièges                    |
| ----- | -------------------- | -------------------- | -------------------- | ----------------- | ----------------- | ----------------- | ------------------------- | ------------------------- | ------------------------- | ------------------------- |
| 2018  | MORENA               | 20 972 573           | 38,82                | 107               | 84                | 191               | 24 538 267                | 45,42                     | 1er                       | 308 / 500                 |
| 2018  | PES                  | 1 353 941            | 2,51                 | 56                | 0                 | 56                | 24 538 267                | 45,42                     | 1er                       | 308 / 500                 |
| 2018  | PT                   | 2 211 753            | 4,09                 | 57                | 4                 | 61                | 24 538 267                | 45,42                     | 1er                       | 308 / 500                 |
| 2021  | MORENA               | 16 759 917           | 34.10                | 122               | 76                | 198               | 21 025 742                | 42.77                     | 1er                       | 278 / 500                 |
| 2021  | PVEM                 | 2 670 997            | 5.43                 | 31                | 12                | 43                | 21 025 742                | 42.77                     | 1er                       | 278 / 500                 |
| 2021  | PT                   | 1 594 828            | 3.24                 | 30                | 7                 | 37                | 21 025 742                | 42.77                     | 1er                       | 278 / 500                 |
| 2024  | MORENA               | 24 286 317           | 42.40                |                   |                   |                   | 32 535 023                | 56.80                     | 1er                       | 374 / 500                 |
| 2024  | PVEM                 | 4 993 988            | 8.72                 |                   |                   |                   | 32 535 023                | 56.80                     | 1er                       | 374 / 500                 |
| 2024  | PT                   | 3 254 718            | 5.68                 |                   |                   |                   | 32 535 023                | 56.80                     | 1er                       | 374 / 500                 |

### Élections sénatoriales
| Année | Résultats par partis | Résultats par partis | Résultats par partis | Sièges par partis | Sièges par partis | Sièges par partis | Résultats de la coalition | Résultats de la coalition | Résultats de la coalition |
| Année | Parti                | Voix                 | %                    | Circonscriptions  | Liste             | Total             | Voix                      | %                         | Sièges                    |
| ----- | -------------------- | -------------------- | -------------------- | ----------------- | ----------------- | ----------------- | ------------------------- | ------------------------- | ------------------------- |
| 2018  | MORENA               | 21 261 577           | 39,14                | 42                | 13                | 55                | 24 746 578                | 45,56                     | 69 / 128                  |
| 2018  | PES                  | 1 320 559            | 2,43                 | 5                 | 0                 | 5                 | 24 746 578                | 45,56                     | 69 / 128                  |
| 2018  | PT                   | 2 164 442            | 3,98                 | 8                 | 1                 | 9                 | 24 746 578                | 45,56                     | 69 / 128                  |
| 2024  | MORENA               |                      |                      |                   |                   |                   |                           |                           | 83 / 128                  |
| 2024  | PVEM                 |                      |                      |                   |                   |                   |                           |                           | 83 / 128                  |
| 2024  | PT                   |                      |                      |                   |                   |                   |                           |                           | 83 / 128                  |

### Élections gouvernorales
| Année | État                    | Candidat                           | Candidat | Candidat                      | Voix      | %     | Résultat |
| Année | État                    | Parti                              | Parti    | Nom                           | Voix      | %     | Résultat |
| ----- | ----------------------- | ---------------------------------- | -------- | ----------------------------- | --------- | ----- | -------- |
| 2018  | Chiapas                 |                                    | MORENA   | Rutilio Escandón Cadenas      | 922 111   | 39,08 | Élu      |
| 2018  | Guanajuato              | Ricardo Sheffield (es)             | MORENA   | 507 903                       | 24,31     | 2e    |          |
| 2018  | Jalisco                 | Carlos Lomelí Bolaños (es)         | MORENA   | 857 011                       | 24,71     | 2e    |          |
| 2018  | Morelos                 |                                    | PES      | Cuauhtémoc Blanco             | 501 743   | 52,69 | Élu      |
| 2018  | Puebla                  |                                    | MORENA   | Miguel Barbosa Huerta         | 1 031 143 | 34,10 | 2e       |
| 2018  | Tabasco                 | Adán Augusto López (en)            | MORENA   | 601 987                       | 61,10     | Élu   |          |
| 2018  | Veracruz                | Cuitláhuac García Jiménez          | MORENA   | 1 667 239                     | 44,01     | Élu   |          |
| 2018  | Yucatán                 | Joaquín Díaz Mena (en)             | MORENA   | 231 330                       | 20,45     | 3e    |          |
| 2018  | Ville de Mexico         | Claudia Sheinbaum                  | MORENA   | 2 537 454                     | 47,05     | Élue  |          |
| 2019  | Basse-Californie        | Jaime Bonilla Valdez               | MORENA   | 382 308                       | 50,38     | Élu   |          |
| 2019  | Puebla                  | Miguel Barbosa Huerta              | MORENA   | 682 137                       | 44,67     | Élu   |          |
| 2021  | Basse-Californie        | Marina del Pilar Ávila Olmeda      | MORENA   | 542 135                       | 48,50     | Élue  |          |
| 2021  | Basse-Californie du Sud | Víctor Manuel Castro Cosío         | MORENA   | 125 736                       | 45,31     | Élu   |          |
| 2021  | Campeche                | Layda Sansores                     | MORENA   | 139 886                       | 33,79     | Élue  |          |
| 2021  | Chihuahua               | Juan Carlos Loera de la Rosa (es)  | MORENA   | 444 634                       | 32,76     | 2e    |          |
| 2021  | Colima                  | Indira Vizcaíno Silva (es)         | MORENA   | 99 465                        | 33,39     | Élue  |          |
| 2021  | Guerrero                | Pedro Segura Valladares            | MORENA   | 90 361                        | 6,30      | 3e    |          |
| 2021  | Michoacán               | Alfredo Ramírez Bedolla (es)       | MORENA   | 730 836                       | 41,76     | Élu   |          |
| 2021  | Nayarit                 | Miguel Ángel Navarro Quintero (es) | MORENA   | 234 742                       | 49,29     | Élu   |          |
| 2021  | Nuevo León              | Clara Luz Flores (es)              | MORENA   | 300 588                       | 14,02     | 4e    |          |
| 2021  | San Luis Potosí         |                                    | PVEM     | Ricardo Gallardo Cardona (es) | 458 082   | 37,59 | Élu      |
| 2021  | Sinaloa                 |                                    | MORENA   | Rubén Rocha Moya (es)         | 624 225   | 56,60 | Élu      |
| 2021  | Sonora                  | Alfonso Durazo Montaño             | MORENA   | 496 651                       | 51,81     | Élu   |          |
| 2021  | Tlaxcala                | Lorena Cuéllar Cisneros (es)       | MORENA   | 305 468                       | 48,66     | Élue  |          |
| 2021  | Zacatecas               | David Monreal Ávila (es)           | MORENA   | 349 340                       | 49,94     | Élu   |          |
| 2022  | Aguascalientes          |                                    | PT       | Martha Márquez Alvarado (es)  | 7 280     | 1,56  | 4e       |
| 2022  | Durango                 |                                    | MORENA   | Marina Vitela Rodríguez (es)  | 270 502   | 38,85 | 2e       |
| 2022  | Hidalgo                 | Julio Menchaca Salazar (es)        | MORENA   | 658 562                       | 61,68     | Élu   |          |
| 2022  | Oaxaca                  | Salomon Jara Cruz (es)             | MORENA   | 696 488                       | 60,57     | Élu   |          |
| 2022  | Quintana Roo            | Mara Lezama (es)                   | MORENA   | 309 931                       | 57,06     | Élue  |          |
| 2022  | Tamaulipas              | Américo Villarreal Anaya (es)      | MORENA   | 731 383                       | 50,27     | Élu   |          |
| 2023  | Coahuila                | Armando Guadiana Tijerina (en)     | MORENA   | 287 660                       | 21,89     | 2e    |          |
| 2023  | État de Mexico          | Delfina Gómez Álvarez              | MORENA   | 3 272 106                     | 52,65     | Élue  |          |